# مقاطعة ليون (كانساس)
مقاطعة ليون (بالإنجليزية: Lyon County)‏ هي إحدى المقاطعات في ولاية كانساس، الولايات المتحدة الأمريكية.